# Jim Pugh
Jim Pugh (* 5. února 1964 Burbank) je bývalý americký tenista. Byl specialistou na čtyřhru a v roce 1989 se stal deblovou světovou jedničkou v žebříčku ATP. V mužské čtyřhře jednou vyhrál Wimbledon (1990) a dvakrát Australian Open (1988, 1989). Na French Open hrál jedno finále (1991), stejně jako na US Open (1988). Všechny tyto úspěchy vybojoval ve dvojici s krajanem Rickem Leachem. Dařilo se mu i ve čtyřhře smíšené, kde se stal trojnásobným vítězem v Melbourne (1988, 1989, 1990), jedno vítězství si připsal na londýnském grandslamu (1989) a jedno na newyorském (1988). Všech těchto úspěchů dosáhl v páru s českou tenistkou Janou Novotnou, s výjimkou třetího triumfu v Austrálii, kde mu stála po boku Běloruska Nataša Zverevová. Ve dvouhře bylo jeho grandslamovým maximem 3. kolo a na žebříčku ATP 37. místo. S americkou reprezentací vyhrál v roce 1990 Davisův pohár, jeho bilance v této soutěži byla 6 výher a žádná prohra. Během své kariéry vydělal na turnajích téměř 1,8 milionu dolarů.